# Universidade de Turim
A Universidade de Turim ( em italiano "Università degli Studi di Torino", UNITO) é uma das mais antigas universidades italianas.
Segundo um estudo da Universidade Jiao Tong de Shangai, a quinta mais prestigiosa da Itália.
A  Universidade foi criada em 1404, por iniciativa do príncipe Ludovico de Acaia, no reinado de Amadeu VIII de Saboia.